# Friedrich Preller l'Ancien
Pour les articles homonymes, voir Preller.
Friedrich Preller, dit l'Ancien, né à Eisenach le 25 avril 1804 et mort à Weimar le 23 avril 1878 , est un peintre et aquafortiste allemand.
À partir de 1844, il a été professeur à l'École princière libre de dessin de Weimar. Il a été particulièrement connu pour un cycle de seize fresques sur l’Odyssée aujourd'hui disparues.

## Biographie

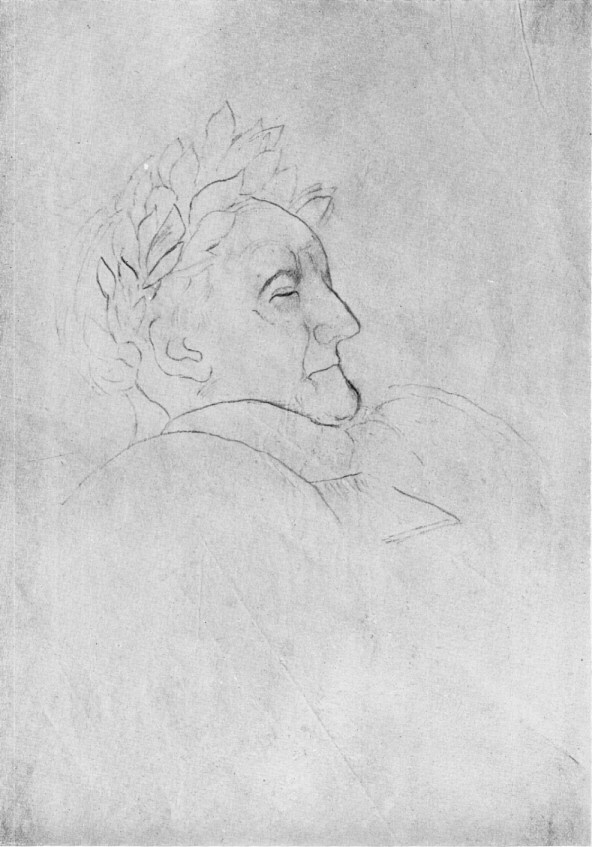
Goethe sur son lit de mort, dessin de Friedrich Preller (1832).

Après ses études à l'école d'art de Weimar (1821), où il a plus tard été professeur et directeur, on l'a chargé de terminer des dessins de nuages de Goethe Celui-ci l'a envoyé poursuivre ses études à Dresde et s'est assuré qu'il reçoive des aides du grand-duc Charles-Auguste de Weimar. En 1824, Preller a accompagné le grand-duc dans un voyage aux Pays-Bas. Il a pu à cette occasion se perfectionner à l'Académie d'Anvers.

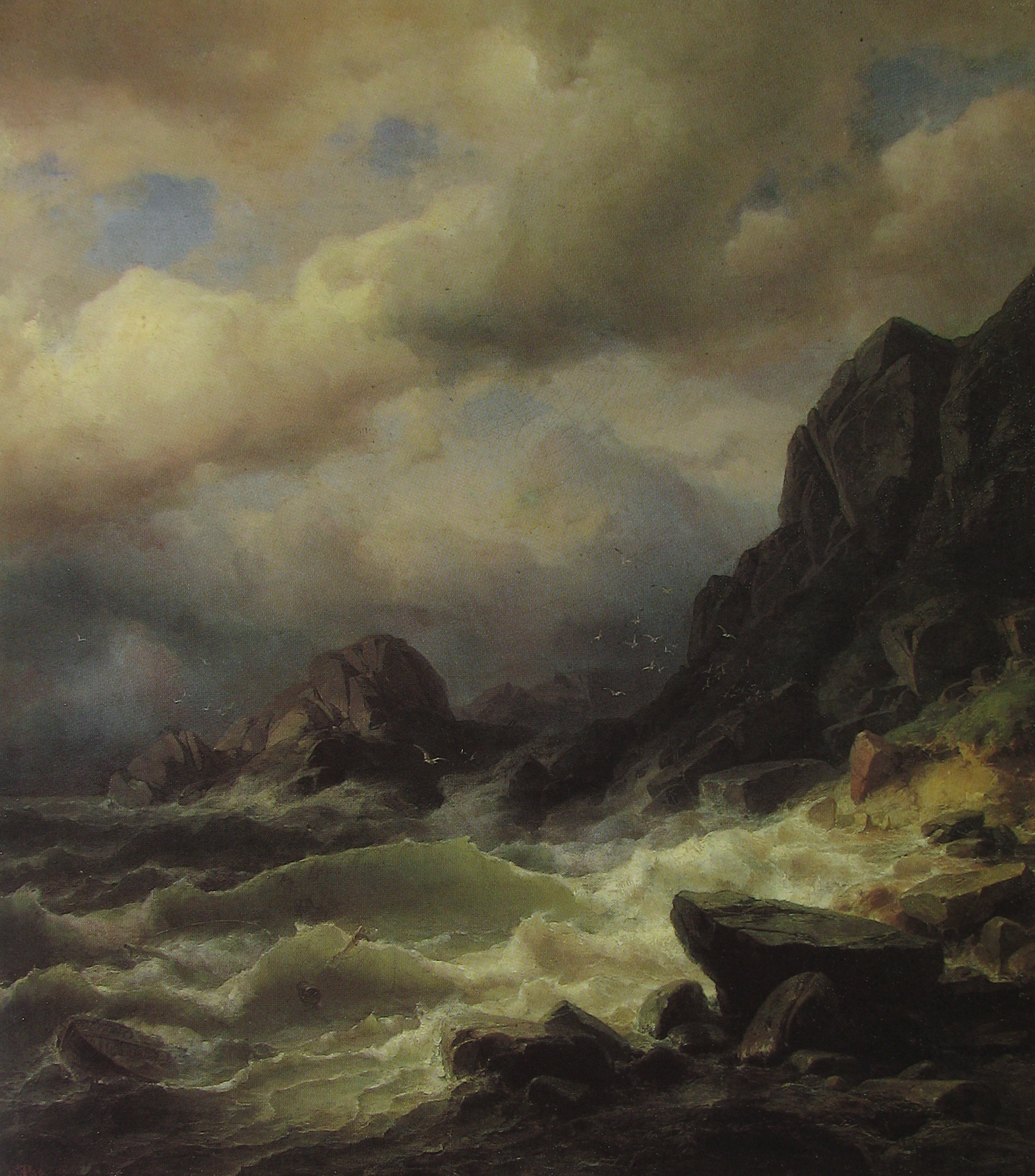
Tempête sur la côte, huile sur toile, 1856 (Leipzig, Museum der bildenden Künste,).

De 1827 à 1831, il a fait un long voyage d'étude en Italie. Le 23 mars 1832, lendemain de la mort de Goethe, il a été autorisé à dessiner le poète sur son lit de mort. En 1840, il a fait un voyage en Norvège, où il a réalisé une série d'œuvres encore visibles à Weimar aujourd'hui. Après son retour, en mai 1844, il a été nommé professeur à l'École princière libre de dessin de Weimar et peintre de cour. À l'exception d'un nouveau voyage en Italie de 1859 à 1861, il est resté une trentaine d'années dans cette école, dont il est devenu le directeur en 1868.
Il est mort à Weimar le 23 avril 1878, 2 jours avant son soixante-quatorzième anniversaire.
Il avait épousé en 1834 avec la fille d'un capitaine de Flensbourg, Marie Erichsen (1811–1862). De ce mariage sont issus trois fils : Ernst (1835–1925), Emil (1836–1893) et Friedrich Preller le Jeune (1838–1901), qui est entré à 13 ans dans l'atelier de son père et est lui-même devenu un peintre connu.
Outre Friedrich Preller l'Ancien et Friedrich Preller le Jeune, les peintres paysagistes Julius Preller (1834-1914), neveu de Friedrich l'Ancien, et Louis Preller (1822-1901), un parent éloigné, appartiennent à la "famille Preller allemande de peintres".

### Élèves
- Karl Eckermann (de), peintre (1834-1891)
- Karl Hagemeister, peintre (1848-1933)
- Robert Härtel (de), sculpteur (1831-1894)
- Carl Hummel, peintre (1821-1907)
- Edmund Kanoldt (de), peintre (1845-1904)
- Friedrich Preller le Jeune, peintre (1838-1901)
- Franziska Schultze, peintre (1805-1864)
- Sixtus Armin Thon, peintre (1817-1901)
- Richard Schöne, directeur des Musées royaux de Berlin (1840-1922)

## Œuvres
De 1834 à 1836, Preller a peint six fresques à la détrempe illustrant l’Odyssée pour la Maison romaine de Leipzig. Celle-ci a été détruite en 1904, mais les fresques ont été replacées dans l'entrée de la bibliothèque de l'université de Leipzig, où elles ont survécu jusqu'en 1945 ; elle nous sont aujourd'hui connues par une série de cartes postales en couleur.
En 1836 et 1837, il a travaillé aux paysages des scènes d’Oberon de Christoph Martin Wieland pour la salle Wieland du palais grand-ducal. De 1836 à 1848, il a dirigé pour le grand-duc l'exécution de six fresques dans différents bâtiments de Thuringe. En Norvège en 1840 il a fait de la peinture de chevalet.
Après son retour d'Italie en 1861, il a terminé son cycle de fresques de l’Odyssée, son œuvre la plus importante, qui l'a rendu célèbre. Outre ces fresques, il a réalisé beaucoup de « paysages héroïques » de caractère classique-romantique. Vers la fin de sa vie, il s'est surtout consacré à des thèmes mythologiques.
Il a aussi été un aquafortiste à succès.

## Hommage
- (11855) Preller, astéroïde.